# آنا ماري هيويت
آنا ماري هيويت (اسمها بعد الزواج آنا ماري واتس 15 يناير 1824-23 يونيو 1884) هي رسامة إنجليزية وكاتبة وناشطة نسوية. توقف نشاطها الفني بعد تعرضها لانهيار عقلي. مزقت رسوماتها وتابعت كتابتها وبدأت بالرسومات الروحية.

## حياتها
آنا ماري هيويت هي أكبر الأطفال الناجين لكاتبين غزيري الإنتاج وأعضاء الطائفة البروتستانتية ويليام هيويت (1792-1879) وماري بوثام (1799-1888). ولدت في نوتنغهام ولكنها قضت معظم فترة طفولتها في إيشر. أظهرت هيويت موهبةً مبكرة ودخلت أكاديمية هنري ساس للفن في لندن عام 1846 إذ كان من معاصريها في الأكاديمية ويليام هولمان هنت ودانتي جابرييل روسيتي وتوماس وولنر. رسمت عام 1847 رسومات كتاب أمها «سنة الأطفال».
اصطحبت هيويت زميلتها الفنانة جين بينهام إلى ميونخ حيث درست تحت إشراف فيلهلم فون كاولباخ. بدأت أيضًا بنشر مقالات عن المدينة والتي جُمعت لاحقًا في كتاب طالبة فنون في ميونخ والذي صدر عام 1853 بالإضافة إلى قصص مسلسلة مزينة برسوماتها والتي ظهرت في مجلة الفن بين عامي 1853-1854.
كتب النجاح لكتاب طالبة فنون في ميونخ إذ كتبت عنه صحيفة نيويورك تايمز في 11 مايو 1854 «كل ما هو غرائبي عن ميونخ –متاحفها ومعارضها ومهرجاناتها وأعمال الفن فيها– أو في الحياة الألمانية، سواءً بدرجة عالية أم متدنية وأكثر من ذلك إلى ثقافة الفنان، تُروى بين طيات هذا الكتاب بجدية جميلة وببساطة مُحببة ما يضفي أثرًا سحريًا على القارئ. إنه أحد الأعمال اللامعة التي تترك أثرًا منيرًا في ذاكرة القارئ». كانت هيويت تحت تأثير مشترك في هذه المرحلة من حياتها فمن جهة هي متصلة بدوائر الثقافة والنشر التابعة لوالديها؛ أعمدة النشرالمُجدة في مؤسسات لندن الأدبية، وممن جهة أخرى بمجموعة من النساء التقدميات النسويات اللاتي يماثلنها في العمر.
تألفت المجموعة التي ارتبطت فيها هيويت من نسويات شارع لانغهام وبشكل أخص صديقتها المقربة الفنانة باربرا ليف سميث. انضمت الدصيقتان إلى نادي فوليو التابع لروزيتي، أقامت هيويت عرضها الأول في المعهد الوطني للفنون الجميلة مع رسم مُستمد من مسرحية غوته فاوست. كان لوحتها «المنبوذة» غير اعتيادية إذ صورت امرأة تغرق في الدعارة. ساعدت هيويت عام 1856 ليف سميث في جمع التواقيع من أجل عريضة أدت إلى إقرار قانون ملكية النساء المتزوجات عام 1870. كان لنقد عملها من قبل جون روسكين ورفض رسم ضخم من الأكاديمية الملكية وزواج صديقتها ليف هانت أثرًا أدى إلى أنهيارها العقلي عام 1857 ومن بعده تناقص عملها كفنانة نشطة.

## كاتبة وروحانية
تزوجت هيويت عام 1859 من صديق الطفولة ضابط الإيرادات ألاريك ألفريد واتس وانتقلت معه إلى تشيلسي. تشاركا طموحات أدبية أدت لظهور كتاب «الشفق مجلد شعر» عام 1884. عكس هذا الكتاب اهتمامًا جديدًا في الروحانية والتي دخلها والداها في بداية خمسينيات القرن التاسع عشر وبالمثل فعل كتابها رواد في الإصلاح الروحاني الذي نُشر عام 1883 والذي تألف من رسومات تخطيطية شخصية للشاعر الألماني جوستينوس كيرنر ولوالدها ويليام هيويت، ولكن كان هدف الكتاب هو الارتقاء بالروحانية والمسمرية والظواهر الأخرى. اقترح بعض معاصريها أنها عانت من مرض عقلي مزمن في أواخر حياتها.
تعرفت عائلة هيويت على الروائي تشارلز ديكنز والذي قدّم تعليقات جارحة حول كتاباتها.
توفيت آنا ماري واتس بالخنّاق عام 1884 في ماير آم هوف في برونيكو والتي أصبحت منذ عام 1919 جزءًا من إيطاليا، خلال زيارتها لأمها في تيرول.